# Plarent Fejzaj
Plarent Fejzaj (sinh 5 tháng 7 năm 1997) là một cầu thủ bóng đá Albania thi đấu ở vị trí tiền vệ cho Bylis Ballsh ở Kategoria Superiore.